# Calocteninae
Calocteninae es una subfamilia de arañas araneomorfas de la familia Ctenidae. 

## Lista de géneros
- Anahita Karsch, 1879
- Apolania Simon, 1898
- Caloctenus Keyserling, 1877
- Diallomus Simon, 1897
- Gephyroctenus Mello-Leitão, 1936
- Toca
- Trujillina Bryant, 1948